# Claudiu și crapii
Claudiu și crapii este un film românesc din 2013 regizat de Andrei Tănase. Rolurile principale au fost interpretate de actorii Paul Ipate.

## Distribuție
Distribuția filmului este alcătuită din:
- Eugen Lumezianu
- Dan Lupu
- Ana Andrei
- Vasile Georgescu
- Paul Ipate — Claudiu
- Andrei Mateiu — șeful